# Arshile Gorky

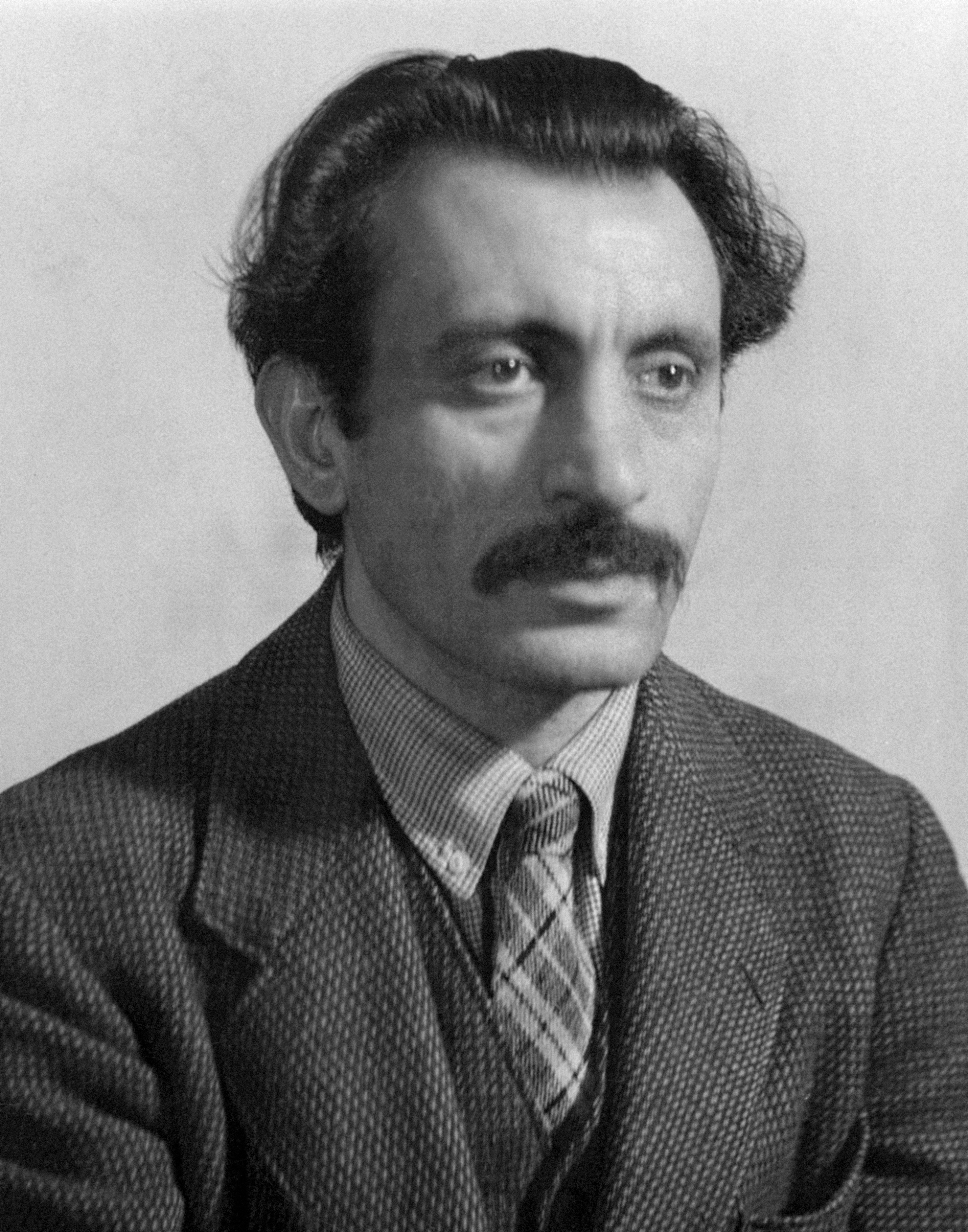
Arshile Gorky, 1936

Arshile Gorky (pseudonym för Vostanig Manoug Adoian, armeniska: Արշիլ Գորկի, Վոստանիկ Մանուկի Ադոյան), född 15 april 1904 i byn Khorkom i närheten av Van, Turkiet (då Osmanska Armenien), död 21 juli 1948 i Sherman, Connecticut, USA, var en amerikansk konstnär av armenisk börd. 

Gorky flydde det armeniska folkmordet 1915, först till Jerevan. Han slog sig sedan ner i USA 1920, dit hans fader tidigare emigrerat. Efter studier vid Rhode Island School of Design flyttade Gorky till New York 1925, och studerade vidare vid Grand Central School of Art. Gorky var eklektikter och hämtade tidigt inspiration till sina målningar från Cézanne och Picasso. Han inspirerades av kubismen, för att därefter finna friare former i skapandet via Miró och Kandinskij, och därefter, genom Roberto Matta, surrealismen. Gorky kom att bli en av pionjärerna för den abstrakta expressionismen.